# الرمضة (جازان)
قرية الرمضة، إحدى قرى منطقة جازان وهي قرية سكنية تابعة لمحافظة الطوال جنوب غرب السعودية، تبعد أكثر من 50 كم باتجاه الجنوب من مدينة صامطة.

## الموقع
تطل قرية الرمضة على وادي ابن عبدالله الذي يمر من جنوب القرية وتعد كذلك من القرى الحدودية حيث تقع جنوب غرب المملكة قرب الحدود اليمنية السعودية على بعد حوالي 2 كم حيث تحدها الحدود اليمنية من الجهة الشرقية، كما تبعد حوالي 95 كيلومترا بالاتجاه الجنوبي الشرقي من مدينة جازان، وهي تقع عند خط طول 42 درجة وخط العرض 16 درجة، كما وتبعد حوالي 10 كيلو متر أيضاً عن مركزها قرية المواسم التي تقع إلى الجنوب الغربي من القرية.

## انظر ايضاً
- الحثيرة
- العبدلية
- حمد

## وصلات خارجية
- بيانات المجلس البلدي من الأمانة العامة لشؤون المجالس البلدية.
- حصر الخدمات بالمدن والقرى بمنطقة جازان.
- دليل الخدمات بمنطقة جازان.
- مصلحة الإحصاءات العامة والمعلومات.